# The Dog Inside
|  | Denne artikel er oprettet af botten PalnaBot ud fra en ekstern database. Den kan derfor have sproglige fejl eller mangler. Denne skabelon kan fjernes efter kontrol af indholdet. |

The Dog Inside er en film instrueret af Daniel Norback.

## Handling
En hund løber rundt mellem 4 forskellige TV-overvågede rum uden at finde vejen ud eller rigtig forstå, hvor den er. Hunden løber og løber...